# 三炭化四アルミニウム
三炭化四アルミニウム(Alminium carbide)は、化学式Al4C3の化合物で、アルミニウムの炭化物である。淡黄色から茶色の結晶である。1400℃まで安定であり、水中では、メタンを発生して分解する。

## 構造
Al2Cの層とAl2C2の層が交互に存在する珍しい結晶構造を持つ。各々のアルミニウム原子には4つの炭素原子が配位し、四面体となっている。
炭素原子は、2種類の異なる結合環境にある。1つは、6つのアルミニウム原子と217 pmの距離に位置する変形八面体、もう1つは4つのアルミニウム原子が190-194 pm、5つ目のアルミニウム原子が221 pmの距離に位置する歪んだ三方両錐形分子構造である。他の炭化物も複雑な構造を示すことがある。

### 反応
メタンを発生しながら加水分解する。この反応は室温で進行するが、加熱により加速する。
Al4C3 + 12 H2O → 4 Al(OH)3 + 3 CH4
他のプロトン性溶媒でも同様の反応が起こる。
Al4C3 + 12 HCl → 4 AlCl3 + 3 CH4
チタン、三炭化四アルミニウム、グラファイトの混合物を約40 MPaに加圧して、1300℃で15時間加熱すると、単相のTi2AlC0.5VN0.5が独占的に生じる。1300℃で30時間加熱すると、単相のTi2AlC（炭化チタンアルミニウム）が独占的に生じる。

## 合成
アーク炉内で、アルミニウムと炭素を直接反応させることで合成できる。
4 Al + 3 C → Al4C3
酸化アルミニウムから始める別の合成方法もあるが、一酸化炭素が発生するため、好まれない。
2 Al2O3 + 9 C → Al4C3 + 6 CO
炭化ケイ素もアルミニウムと反応し、三炭化四アルミニウムを生じる。
三炭化四アルミニウムは炭化ケイ素よりも脆いため、この変換は炭化ケイ素の機能的な用途を制限するものとなる。
4 Al + 3 SiC → Al4C3 + 3 Si
アルミニウム基複合材では、炭化ケイ素と溶融アルミニウムの間の化学反応により、炭化ケイ素粒子上に炭化アルミニウムの層が形成される。これは、材料の強度を低下させるが、炭化ケイ素粒子の濡れ性を増加させる。この傾向は、炭化ケイ素粒子を適切な酸化物か窒化物でコーティングするか、粒子を予め酸化して二酸化ケイ素コーティングしておくか、あるいは犠牲金属の層を用いることにより、減少させることができる。
アルミニウム-三炭化四アルミニウム複合材料は、アルミニウム粉末とグラファイト粒子を混合することで、メカニカルアロイングにより作ることができる。

## 発生
炭化カルシウム製造の際の一般的な不純物として、少量が含まれる。アルミニウムの電解製造では、グラファイト電極の腐食生成物として生じる。
炭化ケイ素、炭化ホウ素等の非金属炭化物または炭素繊維で強化したアルミニウム基ベースの金属基複合材では、望まれない副産物として三炭化四アルミニウムがしばしば形成される。炭素繊維の場合、500℃以上でアルミニウム基と反応し、例えば二ホウ化チタン等でコーティングすることで、繊維のより優れた濡れ性や化学反応の阻害が達成できる。

## 利用
アルミニウム基質中に微細分散した三炭化四アルミニウムの粒子は、特に炭化ケイ素の粒子と組み合わせることで、材料のクリープを低下させる。
高速切削工具の研磨剤として用いることができる。おおよそトパーズと同じ硬度を持つ。